# Grammodes bifasciata
Grammodes bifasciata là một loài bướm đêm trong họ Erebidae.